# Nazionale di sci alpino della Germania
La nazionale di sci alpino della Germania è la squadra nazionale che rappresenta la Germania in tutte le manifestazioni dello sci alpino, dalle Olimpiadi ai Mondiali, dalla Coppa del Mondo alla Coppa Europa.
Raggruppa tutta gli sciatori di nazionalità tedesca selezionati dagli appositi organi ed è posta sotto l'egida della Federazione sciistica della Germania (Deutscher Skiverband); è divisa in una squadra maschile e in una femminile, a loro volta articolate su vari livelli ("Nazionale A" o "di Coppa del Mondo", "Nazionale B" o "di Coppa Europa", ecc.); sono inoltre previste squadre giovanili, che prendono parte ai Mondiali juniores e alle altre manifestazioni internazionali di categoria.

## Storia
Durante la divisione della Germania (1945-1990) gli atleti tedeschi gareggiarono, in sede olimpica, nella Squadra Unificata Tedesca ai Giochi olimpici fino a Innsbruck 1964; dopo quella data e fino alla riunificazione (1990) ci furono due nazionali tedesche di sci alpino, quella occidentale e quella orientale. Essendo tuttavia, per ragioni geografiche, lo sci alpino diffuso quasi esclusivamente nell'allora Germania Ovest, di fatto la nazionale tedesca occidentale coincise con la nazionale dell'intera Germania.

### Gli anni Novanta
Negli anni novanta Martina Ertl, Katja Seizinger e Hilde Gerg con i loro successi (a partire dai primi anni Novanta con la Seizinger fino al ritiro delle Ertl e Gerg nel corso della stagione 2005-2006) hanno portato la nazionale femminile a competere alla pari con le squadre di Austria e Svizzera, tradizionalmente più forti.
A testimonianza della crescita e della forza della nazionale tedesca durante gli anni Novanta, vi è la stagione 1997-1998 durante la quale la Seizinger, la Ertl e la Gerg dominarono la Coppa del Mondo conquistando i primi tre posti nella classifica generale e tre delle quattro coppe di specialità. Alle Olimpiadi di Calgary 1988 vinsero tre medaglie d'oro, una d'argento e due di bronzo: tre di queste medaglie nella sola gara della combinata.
Il settore maschile vive il suo momento migliore verso la metà del decennio e per merito di Markus Wasmeier, il quale in occasione dei XVII Giochi olimpici invernali di Lillehammer 1994 vince due ori, rispettivamente in gigante e super-g.

### Gli anni Duemila
Maria Riesch e Viktoria Rebensburg hanno idealmente raccolto il testimone di atlete di punta della nazionale tedesca di sci alpino dopo il ritiro di Martina Ertl e Hilde Gerg. La prima vinse una Coppa del Mondo generale e cinque coppe di specialità, 4 medaglie olimpiche e 6 medaglie iridate, la seconda tre Coppe del Mondo di slalom gigante, due medaglie olimpiche e due medaglie iridata.